# Roberto Durán
Roberto Durán Samaniego (Panama-Stad, 16 juni 1951), bijgenaamd De Handen van Steen, was een Panamees bokser, volgens velen een van de grootste boksers aller tijden.
Hij had niet alleen een uitzonderlijk uithoudingsvermogen in de ring, maar bleef ook nog eens tot zijn vijftigste professioneel boksen. Durán werd kampioen in vier verschillende gewichtsklassen.